# Copa Sevilla 2008
Il Copa Sevilla 2008 è stato un torneo di tennis facente parte della categoria ATP Challenger Series nell'ambito dell'ATP Challenger Series 2008. Il torneo si è giocato a Siviglia in Spagna dall'8 al 14 settembre 2008 su campi in terra rossa e aveva un montepremi di €42 500+H.

## Vincitori

### Singolare
Pere Riba ha battuto in finale  Enrico Burzi con il punteggio di 6–1, 6–3.

### Doppio
David Marrero /  Pablo Santos hanno battuto in finale  Rogério Dutra da Silva /  Flávio Saretta con il punteggio di 2–6, 6–2, [10–8].